# 曾芳
曾芳，五代十国南汉官员。
曾芳在祖先在漢朝時有爲廣州刺史。曾芳在南汉官至程鄉（今广东省梅州市）县令，政清刑簡，为官仁愛。時程鄉百姓苦于瘴癘，曾芳給藥救濟，遠近求藥的每天以千百計。曾芳以大口袋盛藥置于井中，让病人汲取而飲。程鄉人称这口井为“曾井”，在井傍立祠。宋仁宗降詔追封曾芳爲忠孝公，飛白書“曾氏忠孝泉”五字以旌表。